# 立川ダイス
立川ダイス（たちかわダイス、英: Tachikawa Dice）は、東京都立川市をホームタウンとするプロバスケットボールチーム。運営法人は一般社団法人多摩スポーツクラブ。2021年に創設され、現在はB3リーグに所属している。

## 概要
運営法人は一般社団法人多摩スポーツクラブで、2016年に創設した3人制（3x3）チームと、2021年に創設した5人制チームがある。チーム名のダイス（DICE＝サイコロ）には、「賽は投げられた」という格言にあるように、強豪相手にも不退転の決意を持って勝利するという決意が込められている。3x3のユースチームや独自のユースリーグ、スクールの運営も行っている。5人制チームは2022-23シーズンからB3リーグに参入している。チームロゴは3人制チームと異なる独自のものを使用する。チームカラーはダイスオレンジ、ダイスブルー、ダイスホワイトの3色。

### ユニフォームスポンサー（2024-25シーズン）
- サプライヤー：RIZAR[3]
- 前面：ミート・コンパニオン（右肩）、立飛ホールディングス（中央）
- 背面：コトブキヤ（背番号上部）、岩﨑倉庫株式会社（選手名下部）
- パンツ：コトブキヤ（右前太もも）、多摩信用金庫（右前上）、多摩運送（右前中）、リスト（右前下）、田邉商店（左前上）、テセック（左前中）、テイルウィンドシステム（左前下）、立川中央病院（右後ろ上）、SCaD（右後ろ下）、tags（左後ろ上）、益子不動産（左後ろ中）、ボルボ・カー国立（左後ろ下）

#### 歴代ユニフォーム
| HOME      | HOME      | HOME      | HOME      | HOME |
| --------- | --------- | --------- | --------- | ---- |
| 2022 - 23 | 2023 - 24 | 2024 - 25 | 2025 - 26 |      |
|           |           |           |           |      |

| AWAY      | AWAY      | AWAY      | AWAY      | AWAY |
| --------- | --------- | --------- | --------- | ---- |
| 2022 - 23 | 2023 - 24 | 2024 - 25 | 2025 - 26 |      |
|           |           |           |           |      |

### ホームアリーナ
| シーズン | リーグ | 全体の ホームゲーム数 | 立川立飛 | その他の会場 | ポストシーズン |
| 2022-23  | B3     | 26                    | 24       | 立川泉：2    |                |
| 2023-24  | B3     | 26                    | 26       |              |                |
| 2024-25  | B3     | 26                    | 26       |              |                |

会場凡例
- 立川立飛 - アリーナ立川立飛
- 立川泉 - 立川市泉市民体育館

### マスコットキャラクター
たっちー
- 立川の豊かな自然の中で育った鎌鼬の男の子[4]。
- 性格は明るく元気[4]。いたずら好きだが、おっちょこちょいな一面もある[4]。
- 特技はつむじ風をおこすこと、誰とでもすぐ友達になれること[4]。

## 歴史

### 参入前
多摩スポーツクラブが2021年に2022-23シーズンからのB3リーグ参入を申請。第1次審査、最終審査を経て、2022年4月20日のB3リーグ理事会で2022-23シーズンからのB3リーグ入会を承認された。
3x3チームなど既存チームを母体とはしておらず、あらためて5人制チーム結成に向けて選手との契約を行っている。4月30日、主催3x3大会「ダイスカップ」の中で、初の5人制契約選手・森黄州を発表した。

### B3リーグ

#### 2022-23シーズン
初代ヘッドコーチには間橋健生が就任。選手はB1・B2の上位カテゴリーでプレーしていた選手やルーキー選手で編成した。レギュラーシーズンでは終始低迷し、16チーム中14位で参入初年度のシーズンを終えた。

#### 2023-24シーズン
スローガン：
間橋体制2年目。秋山、福田晃平、森、町井、リックマン、坂井耀平、森本、元澤誠が残留。尾形、ブラクニー、坂井レオ、ウォーリー、酒井、阿部が退団し、井上龍葵、村上起哉、アンドリュー・フィッツジェラルド、ストーン・ゲティングス、飴谷由毅、元澤陸が新たに加入した。

## 選手とスタッフ

### 現行ロースター
| 記号説明 |                           |  |                           |
|          | チームキャプテン          |  | (C) オフコートキャプテン  |
|          | 故障者                    |  | (+) シーズン途中契約      |
|          | (S) 出場停止              |  | (帰) 帰化選手             |
|          | (ア) アジア特別枠選手     |  | (申) 帰化申請中選手（B3） |
|          | (特) 特別指定選手         |  | (留) 留学実績選手（B3）   |
|          | (育) ユース育成特別枠選手 |  | (U) U22枠選手             |

公式サイト
| - ロースター - スタッフ - スタッツ - 故障者リスト | - 選手契約登録規程 B1.B2 / B3 - FA選手リスト |

## 3人制
3x3チームは、2016年に男子チームが発足した当初より3x3.EXE PREMIERや3x3 JAPAN TOURなど日本のトップレベルの大会に参戦している。アリーナ立川立飛で3x3.EXE PREMIER JAPANのホームゲームを行っている。また、独自の大会・ダイスカップの主催なども行っている。女子チームは2018年に設立されたが2020年から活動休止中。

### 歴史
2016年、立川市の経済団体（商工会議所、商店街振興組合連合会、観光協会、青年会議所）が発起し、TACHIKAWA DICE組織委員会を運営母体としてチームを設立した。2018年に女子チームも設立した（2020年活動休止）。
2018年に男子チームが日本選手権および3x3.EXE PREMIERで初優勝を達成し、初の全国規模の年間タイトルを獲得した。
2019年1月に運営法人、一般社団法人TACHIKAWA DICEを設立した後、2020年にアリーナ立川立飛を本拠とする一般社団法人多摩スポーツクラブと統合した。存続法人は多摩スポーツクラブ。
2022年、アリーナ立川立飛で主催3x3大会・ダイスカップを開催

### 成績
| 年   | PREMIER.EXE        | PREMIER.EXE | PREMIER.EXE |
| 年   | レギュラーシーズン | プレイオフ  |             |
| ---- | ------------------ | ----------- | ----------- |
| 2016 | NORTHEAST 2位      | 準優勝      |             |
| 2017 | EASTERN 1位        | 3位         |             |
| 2018 | 関東北 1位         | 優勝        |             |
| 2019 | 関東北 1位         | 初戦敗退    |             |
| 2020 | 中止               |             |             |
| 2021 | KANTO 1位          | ベスト4     |             |

女子
| 年   | PREMIER.EXE        | PREMIER.EXE | PREMIER.EXE |
| 年   | レギュラーシーズン | プレイオフ  |             |
| ---- | ------------------ | ----------- | ----------- |
| 2018 | 2位                |             |             |
| 2019 | 4位                | 準優勝      |             |

### 獲得タイトル
男子チーム
- 3x3.EXE PREMIER（2018）
- 3x3日本選手権大会（2018）

女子チーム
- 3x3 JAPAN TOUR OPEN（2018）

### 選手
2022年シーズンの選手>
- 池田千尋
- 福田晃平
- 阿部龍星
- 梅林滉樹
- 王振義
- 森黄州
- トリスティン・ウォーリー
- ヤンコ・ラコンニャク
- ジージオ・ベイン

#### 過去の主な所属選手
- 渡邉拓馬
- 椎名雄大
- ルーク・エヴァンス
- 福田大佑

## ユース育成活動
独自のユースリーグ、ユースチーム、バスケットスクール、チアダンススクール「FairyDICE」の運営も行っている。
- 2019年3月にTACHIKAWA U12 3x3リーグを設立を発表[38]。
- 翌月にTACHIKAWA DICE U15 ユースチームの設立を発表している[39]。